# Eva Germaine Rimington Taylor
Eva Germaine Rimington Taylor (1879–1966) va ser una geògrafa i historiadora de la ciència anglesa. Va ser la primera dona en ocupar una càtedra acadèmica de geografia al Regne Unit.
Taylor va ser educada a la Camden School for Girls, la North London Collegiate School i el Royal Holloway College. El 1903 va obtenir una llicenciatura de primera classe en química a la Universitat de Londres. Mentre ensenyava química, va estudiar a la Universitat d'Oxford i des del 1908 fins al 1910 va ser ajudant d'investigació d'AJ Herbertson, cap de l'Escola de Geografia d'Oxford. Va escriure llibres de text de geografia escolar en col·laboració amb JF Unstead, i va donar classes al Clapham Training College for Teachers, al Froebel Institute, al East London College (anomenat després el Queen Mary College) i al Birkbeck College. El 1929, va obtenir una llicenciatura en geografia a la Universitat de Londres, va ser nomenada professora de geografia el 1930 i va ocupar el càrrec fins al 1944.

## Obres
- Tudor Geography, 1485–1583.  Londres: Methuen, 1930.
- Late Tudor and Early Stuart Geography, 1583–1650.  Londres: Methuen, 1934.
- The Mathematical Practitioners of Tudor and Stuart England.  Cambridge (England): Published for the Institute of Navigation at the University Press, 1954.
- The Haven-Finding Art: a History of Navigation from Odysseus to Captain Cook.  Londres: Hollis & Carter, 1956. Second Edition, 1971
- The Mathematical Practitioners of Hanoverian England, 1714-1840.  Cambridge (England): Published for the Institute of Navigation at the University Press, 1966.
- Taylor, Eva The Geographical Journal, 90, 6, 1937, pàg. 529. DOI: 10.2307/1787651.
- Taylor, Eva The Geographical Journal, 97, 3, 1941, pàg. 182. DOI: 10.2307/1787329.